# コクラヤテレビギャラリー
『コクラヤテレビギャラリー』は、NBC長崎放送テレビで放映されている眼鏡店コクラヤ提供のローカル番組である。放送時間は土曜日の18:55 - 19:00の5分間。

## 概要
主にコクラヤ店内にあるコクラヤギャラリーの絵画、水墨画、焼き物など多彩な展示品をナレーションを織り交ぜて紹介する。
放送中に流れるBGMは「パリの空の下（Sous le ciel de Paris）」で、ポール・モーリアのアルバム「Best of France(1988)」に収録されているバージョンである。                                                                                                                       

## 補足
- 90年代後半まではテレビ長崎でも放送されていた。内容はNBC長崎放送版と同一。
- タイトル画面は、長崎大水害から復旧した眼鏡橋の落成記念式典のシーンが使われている。
- 2008年度からタイトル部分のナレーションがNBC長崎放送の村山仁志アナウンサーに変更された。